# PRIX (indice)
Ne doit pas être confondu avec Indice des prix.
Pour les articles homonymes, voir Prix (homonymie).
L’indice PRIX (acronyme de l'anglais : Political Risk Index) est un indicateur financier du marché du pétrole.

## Explications
Cet indice prévoit et résume les risques politiques dans le monde qui pourraient affecter l'offre de pétrole sur les marchés internationaux,. Il se base sur la même méthodologie utilisée par Markit pour son indice PMI (Purchasing Managers Index). Environ 250 analystes, chacun affilié à un pays spécifique, permettent d'apprécier ces risques. Les informations glanées permettent de calculer un indice pour chacun des 20 plus grands pays exportateurs de pétrole. Ces indices sont ensuite pondérés en fonction du poids des exportations de chaque pays afin de calculer un indice unique : L’indice PRIX global. Cet indice fait la synthèse du risque politique vis-à-vis du marché du pétrole pour les mois à venir.
Chaque analyste possède une expertise profonde du pays dont il a la charge. Les analystes pays viennent d'horizons différents mais sont normalement basés dans le pays à propos duquel ils rendent compte. Dans certains cas, des analystes ne vivant pas sur place sont utilisés mais ont alors l'obligation de parler la langue locale, de visiter le pays fréquemment et de suivre de près l'évolution politique du pays en question.
Il est demandé aux analystes de rapporter si les développements politiques au cours des derniers mois devraient déboucher sur une augmentation, une diminution ou une stagnation des exportations de pétrole du pays. La formule d'indice de diffusion suivante est utilisée pour compiler leurs réponses : INDEX = (P1*1) + (P2*0.5) + (P3*0) où P1 = Le pourcentage d'analystes pays qui prévoient un développement politique menant à une augmentation des exportations ; P2 = le pourcentage d'analystes pays qui prévoient un développement politique menant à des exportations de pétrole stables ; P3 = le pourcentage d'analystes pays qui prévoient un développement politique menant à une baisse des exportations de pétrole.
Si l’indice PRIX est à 50, cela signifie que les exportations de pétrole ne devraient pas changer au cours des mois suivants. Si l'indice est supérieur à 50, cela indique que les développements politiques pourraient mener à une augmentation des exportations de pétrole. Si l'indice est inférieur à 50, cela signifie que les développements politiques pourraient mener à une réduction des exportations de pétrole. Plus le chiffre s'éloigne de 50 et plus il y a de chance d'observer un changement du volume d'exportation de pétrole et par conséquent que cela ait un impact sur le prix du baril de pétrole. Le range théorique de l'indice est 0 – 100. Toutefois, en pratique, l'indice oscille normalement autour de 50 et reste à l'intérieur du range 40 – 60.
Les variations du volume des exportations de pétrole sont une composante importante de la formation du prix du baril de pétrole. Par conséquent, l’indice PRIX permet d'identifier les potentielles trajectoires des prix internationaux du pétrole. Toutefois, davantage de risques, autres que politiques, influencent l'équilibre entre l'offre et la demande de pétrole et, par conséquent, le prix du baril. L'indice PRIX ne prédit donc pas le prix du baril en lui-même car il ne couvre pas les développements technologiques et économiques. Mais il peut fonctionner comme une composante des prévisions vis-à-vis du prix du baril de pétrole.
L’indice PRIX a été publié pour la première fois en janvier 2015. Il est mis à jour chaque trimestre et est disponible gratuitement au public via son site internet et son fil twitter. L'indice PRIX est indépendant et n'appartient pas à une quelconque institution, entreprise ou gouvernement.